# Вітине (Польща)
Вітине (пол. Witynie) — село в Польщі, у гміні Єдвабне Ломжинського повіту Підляського воєводства.
Населення — 108 осіб (2011).
У 1975-1998 роках село належало до Ломжинського воєводства.

## Демографія
Демографічна структура станом на 31 березня 2011 року:
|          | Загалом | Допрацездатний вік | Працездатний вік | Постпрацездатний вік |
| -------- | ------- | ------------------ | ---------------- | -------------------- |
| Чоловіки | 57      | 11                 | 40               | 6                    |
| Жінки    | 51      | 5                  | 34               | 12                   |
| Разом    | 108     | 16                 | 74               | 18                   |